# Eupithecia lasciva
Eupithecia lasciva är en fjärilsart som beskrevs av András Vojnits 1980. Eupithecia lasciva ingår i släktet Eupithecia och familjen mätare. Inga underarter finns listade i Catalogue of Life.